# Vjekoslav Glavač
Vjekoslav Glavač (* 4. Juni 1930 in Zagreb) ist ein deutscher Botaniker jugoslawischer Herkunft.

## Leben
Nach abgeschlossener Grundschule (1940) und Gymnasium (1948) studierte er Land- und Forstwirtschaft an der Universität Zagreb. Ab 1955 arbeitete er als Lehrbeauftragter im Fachbereich Forstwirtschaft. Glavač promovierte am 9. Dezember 1961 mit einer Arbeit zu den Auwäldern in der Posavina und an der kroatischen Drau.
Danach geht er drei Jahre nach Zürich an die Technische Hochschule (ETH) als wissenschaftlicher Mitarbeiter an den Instituten für Waldbau und Geobotanik. Von 1966 bis 1972 arbeitete er in gleicher Funktion an der Bundesforschungsanstalt für Naturschutz
und Landschaftsökologie in Bonn-Bad Godesberg. 1972 erfolgte seine Ernennung zum ordentlichen Universitätsprofessor für Pflanzen-, Vegetationen- und Landschaftsökologie an der Gesamthochschule Kassel und er erhielt 1975 die deutsche Staatsbürgerschaft. Glavač war langjähriges Mitglied des Rates für Naturschutz der Regierung in Hessen. 1988/89 war er Dekan der biologischen und chemischen Fakultät der Universität Kassel und Vorsitzender des Senats. Er leitete mehrere wissenschaftliche Forschungsprojekte, finanziert vom Bundesministerium für Forschung und Technologie (BMFT) und der Deutschen Forschungsgemeinschaft (DFG). Mit 62 Jahren ging er 1992 in den Ruhestand.

## Veröffentlichungen (Auswahl)
- mit Ivo Horvat und Heinz Ellenberg: Vegetationskarte von Südosteuropa. Fischer, Stuttgart 1972, ISBN 3-437-30135-7
- Über Höhenwuchsleistung und Wachstumsoptimum der Schwarzerle auf vergleichbaren Standorten in Nord-, Mittel- und Südeuropa. Sauerländer, Frankfurt (am Main) 1972 (Schriftenreihe der Forstlichen Fakultät der Universität Göttingen und Mitteilungen der Niedersächsischen Forstlichen Versuchsanstalt, Bd. 45; zugleich: Göttingen, Universität, Forstliche Fakultät, Habilitationsschrift 1971, ISBN 3-7939-0240-4)
- mit Ivo Horvat und Heinz Ellenberg: Vegetation Südosteuropas. Fischer, VEB, Jena 1974 / Fischer, Stuttgart 1974, ISBN 978-3-437-30168-1
- mit Horst Koenies und Hubert Jochheim: Schwermetallakkumulation, Aluminiumfreisetzung und Streuabbauverzögerung in den vom Stammablaufwasser geprägten Bodenbereichen alter Buchen und ihre Auswirkungen auf den Pflanzenbewuchs. Bundesminister für Forschung und Technologie, [Bonn] 1989
- Vegetationsökologie. G. Fischer, Jena 1996, ISBN 978-3-437-35060-3